# MVP de las Finales de la Conferencia Este de la NBA
El MVP de las Finales de la Conferencia Este de la NBA o el Trofeo Larry Bird (The Larry Bird Trophy) es un premio anual otorgado por la NBA al jugador más destacado de las Finales de la Conferencia Este. Entregado desde 2022, habitualmente se concede al jugador más destacado del equipo vencedor y lleva el nombre de la leyenda de los Celtics: Larry Bird.
El trofeo levanta una bola de plata de ley, similar a los trofeos de los campeones de conferencia.
El primer ganador del trofeo fue el estadounidense Jayson Tatum de los Boston Celtics.

## Ganadores

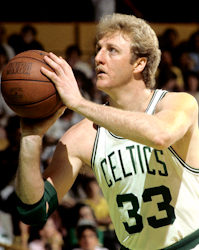
El trofeo lleva el nombre de Larry Bird.

|             | Jugador en activo en la NBA                                         |
|             | Elegido en el Basketball Hall of Fame                               |
| Jugador (#) | Indica las veces que el jugador ha sido galardonado con este premio |

| Año  | Jugador       | Nacionalidad   | Equipo             | Ref.  |
| ---- | ------------- | -------------- | ------------------ | ----- |
| 2022 | Jayson Tatum  | Estados Unidos | Boston Celtics (1) | [ 2 ] |
| 2023 | Jimmy Butler  | Estados Unidos | Miami Heat         | [ 3 ] |
| 2024 | Jaylen Brown  | Estados Unidos | Boston Celtics (2) | [ 4 ] |
| 2025 | Pascal Siakam | Camerún        | Indiana Pacers     | [ 5 ] |